# Craig Morgan

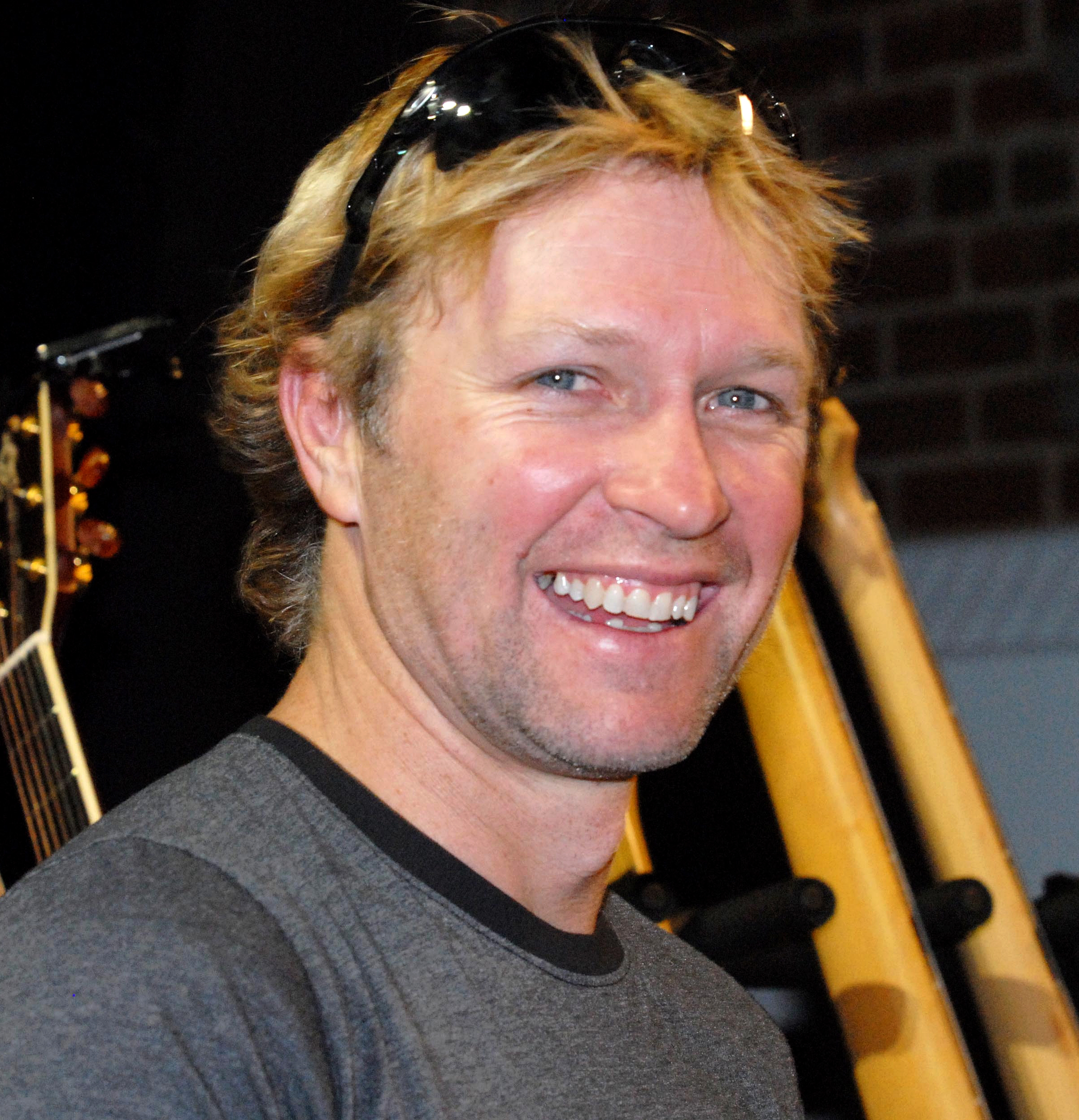
Craig Morgan

Craig Morgan (* 16. Juli 1965 als Craig Morgan Greer in Kingston Springs, Tennessee) ist ein US-amerikanischer Country-Sänger. Er hatte 2005 mit That's What I Love About Sunday seinen bisher einzigen Nummer-eins-Hit in den Billboard-Country-Charts.

## Karriere
Craig Morgan wuchs in Nashville auf und leistete zunächst Militärdienst. Bei den Einsätzen mit der Truppe entwickelte er sein Talent als musikalischer Unterhalter und verließ Ende der 90er Jahre die Armee, als er einen Plattenvertrag angeboten bekam.
Sein Debütalbum Craig Morgan brachte 2000 mehrere kleinere Singlehits, war aber nicht sehr erfolgreich. 2003 folgte das zweite Album I Love It, und mit Almost Home hatte er seinen ersten Country-Top-10-Hit und kam erstmals in die Hot 100. Aber erst 2005 hatte er mit dem Album My Kind of Livin'  den Durchbruch. Das Album erreichte Gold-Status und enthielt seinen ersten Country-Nummer-eins-Hit That's What I Love About Sunday. Die nächste Single erreichte Platz 2 und erhielt wiederum Gold.
Mit den folgenden beiden Studioalben bzw. mit seinem ersten Greatest-Hits-Album 2008 etablierte sich Morgan als feste Größe in der Country-Musik und untermauerte das mit mehreren Top-10-Platzierungen. 2016 starb sein 19-jähriger Sohn bei einem Bootsunfall.

## Diskografie

### Alben
| Jahr | Titel                     | Höchstplatzierung, Gesamtwochen, AuszeichnungChartplatzierungen (Jahr, Titel, Platzierungen, Wochen, Auszeichnungen, Anmerkungen) | Höchstplatzierung, Gesamtwochen, AuszeichnungChartplatzierungen (Jahr, Titel, Platzierungen, Wochen, Auszeichnungen, Anmerkungen) | Anmerkungen                              |
| Jahr | Titel                     | US | Country | Anmerkungen                              |
| ---- | ------------------------- | --- | --- | ---------------------------------------- |
| 2003 | I Love It                 | US124 (15 Wo.)US | Country16 (41 Wo.)Country | Erstveröffentlichung: 11. März 2003      |
| 2005 | My Kind of Livin’         | US40 Gold · (29 Wo.)US | Country7 (88 Wo.)Country | Erstveröffentlichung: 8. März 2005       |
| 2006 | Little Bit of Life        | US57 Gold · (29 Wo.)US | Country13 (78 Wo.)Country | Erstveröffentlichung: 31. Oktober 2006   |
| 2008 | Greatest Hits             | US113 (4 Wo.)US | Country16 (78 Wo.)Country | Erstveröffentlichung: 30. September 2008 |
| 2008 | That’s Why                | US39 (9 Wo.)US | Country8 (64 Wo.)Country | Erstveröffentlichung: 21. Oktober 2008   |
| 2012 | This Ole Boy              | US41 (4 Wo.)US | Country5 (22 Wo.)Country | Erstveröffentlichung: 28. Februar 2012   |
| 2013 | The Journey (Livin’ Hits) | US78 (2 Wo.)US | Country12 (10 Wo.)Country | Erstveröffentlichung: 3. September 2013  |
| 2016 | A Whole Lot More To Me    | — | Country16 (3 Wo.)Country | Erstveröffentlichung: 3. Juni 2016       |

Weitere Alben
- 2000: Craig Morgan

### Singles
| Jahr | Titel Album                                       | Höchstplatzierung, Gesamtwochen, AuszeichnungChartplatzierungen (Jahr, Titel, Album, Platzierungen, Wochen, Auszeichnungen, Anmerkungen) | Höchstplatzierung, Gesamtwochen, AuszeichnungChartplatzierungen (Jahr, Titel, Album, Platzierungen, Wochen, Auszeichnungen, Anmerkungen) | Anmerkungen          |
| Jahr | Titel Album                                       | US | Country | Anmerkungen          |
| ---- | ------------------------------------------------- | --- | --- | -------------------- |
| 2000 | Something to Write Home About Craig Morgan        | — | Country38 (20 Wo.)Country |                      |
| 2000 | Paradise Craig Morgan                             | — | Country46 (20 Wo.)Country |                      |
| 2000 | The Kid in Me –                                   | — | Country68 (3 Wo.)Country |                      |
| 2001 | I Want Us Back Craig Morga                        | — | Country51 (3 Wo.)Country |                      |
| 2002 | God, Family and Country I Love It                 | — | Country49 (9 Wo.)Country |                      |
| 2003 | Almost Home I Love It                             | US59 (14 Wo.)US | Country6 (37 Wo.)Country |                      |
| 2003 | Every Friday Afternoon I Love It                  | — | Country25 (27 Wo.)Country |                      |
| 2004 | Look at Us I Love It                              | — | Country27 (22 Wo.)Country |                      |
| 2005 | That’s What I Love About Sunday My Kind of Livin’ | US51 Gold · (20 Wo.)US | Country1 (36 Wo.)Country | 4 Wochen auf Platz 1 |
| 2005 | Redneck Yacht Club My Kind of Livin’              | US45 Gold · (19 Wo.)US | Country2 (27 Wo.)Country |                      |
| 2006 | I Got You My Kind of Livin’                       | US92 (4 Wo.)US | Country12 (29 Wo.)Country |                      |
| 2006 | Little Bit of Life                                | US75 (13 Wo.)US | Country7 (30 Wo.)Country |                      |
| 2007 | Tough Little Bit of Life                          | US76 (8 Wo.)US | Country11 (25 Wo.)Country |                      |
| 2007 | International Harvester Little Bit of Life        | US67 Gold · (18 Wo.)US | Country10 (24 Wo.)Country |                      |
| 2008 | Love Remembers That’s Why                         | US73 (9 Wo.)US | Country9 (30 Wo.)Country |                      |
| 2009 | God Must Really Love Me That’s Why                | — | Country26 (20 Wo.)Country |                      |
| 2009 | Bonfire That’s Why                                | US57 (14 Wo.)US | Country4 (32 Wo.)Country |                      |
| 2010 | This Ain’t Nothin’ That’s Why                     | US83 (13 Wo.)US | Country13 (34 Wo.)Country |                      |
| 2010 | Still a Little Chicken Left on That Bone –        | — | Country37 (19 Wo.)Country |                      |
| 2011 | This Ole Boy                                      | US87 (9 Wo.)US | Country13 (44 Wo.)Country |                      |
| 2012 | Corn Star This Ole Boy                            | — | Country50 (8 Wo.)Country |                      |
| 2013 | More Trucks Than Cars This Ole Boy                | — | Country38 (20 Wo.)Country |                      |
| 2014 | Wake Up Lovin’ You –                              | US99 (2 Wo.)US | Country20 (27 Wo.)Country |                      |